# Dirk Dähnhardt

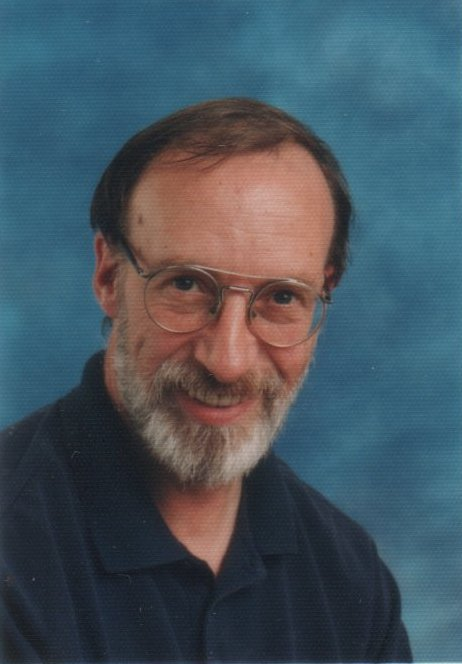
Dirk Dähnhardt (etwa 1995)

Dirk Dähnhardt (* 8. Dezember 1944 in Berlin; † 24. Januar 2007 in Bad Schwartau) war ein deutscher Historiker und Gymnasiallehrer.

## Leben
Dirk Dähnhardt wurde in Berlin geboren, wuchs jedoch in Hamburg-Bergedorf auf, weil seine Eltern, Heinz Dähnhardt und seine Frau nebst seinen drei älteren Brüdern 1945 dorthin umzogen. Nach zehn Jahren zog die Familie erneut um, weil der Vater die Leitung der Grenzakademie in Sankelmark bei Flensburg übernahm, wo die Familie auch wohnte. Dirk Dähnhardt besuchte das Gymnasium in Flensburg und legte dort 1965 sein Abitur ab. Danach machte er seine Grundausbildung bei der Bundeswehr und diente bei einer Pioniereinheit.
Ab 1967 begann Dirk Dähnhardt ein Studium der Geschichte und der Anglistik für das Höhere Lehramt an der Universität Kiel, das er mit dem Staatsexamen und einer nachfolgenden Promotion abschloss. Während seiner Studienzeit verbrachte er zwei Jahre in England, wo er auch als Lehrer tätig war. Noch vor Abschluss seiner Dissertation begann Dähnhardt seine Tätigkeit als Referendar (1. Februar 1977) zunächst an einem Lübecker Gymnasium und später dann am Gymnasium am Mühlenberg in Bad Schwartau. Hier wurde er auch Vorsitzender des Personalrats.
Dähnhardt starb am 24. Januar 2007 nach seinem dritten Herzinfarkt. Sein wissenschaftlicher Nachlass wurde 2012 dem Stadtarchiv Kiel übergeben. Der Nachlass erhielt die Signatur 65496.

## Arbeit über den Kieler Matrosenaufstand
Die Dissertation Dähnhardts, die von Hartmut Lehmann betreut und 1977 vom Fachbereich Philosophie der Christiana Albertina angenommen wurde, beschäftigte sich eingehend mit dem Kieler Matrosenaufstand. Volker Ullrich schrieb in einer Rezension für die Frankfurter Rundschau (18. Dezember 1979): „Auf der Basis noch unveröffentlichter Archivmaterialien, vor allem der Marineakten im Militärarchiv in Freiburg, unternimmt sie zum ersten Mal den Versuch, den Ablauf der revolutionären Ereignisse in Kiel so präzise wie möglich zu rekonstruieren.“ Dähnhardt kommt in seiner Arbeit zu dem Schluss, dass es sich bei den Ereignissen in Kiel zwischen dem 3. und 7. November 1918 um einen „Aufstand mit revolutionärem Charakter und mit einer über Kiel hinausweisenden Tendenz“ handelte. „Der revolutionäre Charakter dokumentiert sich in der Ausweitung der Matrosenmeuterei auf die Arbeiterschaft sowie in der Bildung eines Soldaten- und eines Arbeiterrates. Die revolutionäre Tendenz ergibt sich vor allem daraus, dass die '14 Kieler Punkte' einer ganzen Reihe von lokalen Arbeiter- und Soldatenräten als Vorbild dienten.“
Wolfram Wette bewertete die Arbeit Dähnhardts in der Badischen Zeitung vom 4. April 1979 folgendermaßen: „Die gut lesbare und solide gearbeitete Lokalstudie Dähnhardts hat nicht nur unser Wissen über die Anfänge der Revolution in Kiel bereichert, sondern zugleich, etwa auf den Sektoren der Militärpolitik und, der Demokratisierungsbemühungen, die Voraussetzungen für ein besseres Verständnis einiger Geburtsfehler der Weimarer Republik geschaffen.“
Weitere Rezensionen, die Dähnhardts Arbeit uneingeschränkt positiv beurteilten, wurden von Hans-Dieter Loose 1979 in der Zeitschrift des Vereins für Hamburgische Geschichte, von Michael Salewski 1979 in der Zeitschrift Das Historisch-Politische Buch und von Ulrich Kluge 1980 in der renommierten Historischen Zeitschrift vorgelegt. So spricht Kluge etwa von „einer materialreichen, flüssig geschriebenen und sorgsam recherchierten Studie“.
In einer Presseerklärung der Landeshauptstadt Kiel anlässlich der Übergabe der Hintergrund-Dokumente aus dem Nachlass Dirk Dähnhardts an das Stadtarchiv wird seine Doktorarbeit als „bahnbrechend“ bezeichnet. Weiter heißt es: „Mit seiner akribischen Aufarbeitung dieses umstrittenen Themas wurde er weit über Kiel hinaus bekannt. Die Arbeit Dähnhardts wurde von der Gesellschaft für Kieler Stadtgeschichte publiziert. Es gelang ihm, die bis dahin eher ideologisch geführte Debatte enorm zu versachlichen, so dass die unterschiedlichen politischen Lager motiviert wurden, einen an Fakten orientierten Blick auf die Ereignisse zu werfen. Dähnhardt konzipierte außerdem eine vielbeachtete Ausstellung zu diesem Thema, die 1988 von ihm vorgestellt und die anlässlich des 90. Jahrestages der Revolution erneut im Schifffahrtsmuseum gezeigt wurde. Seine Forschungsergebnisse und Vorschläge flossen auch in die Diskussion um das Revolutionsdenkmal in Kiel ein.“
Allerdings fanden verschiedene Rezensenten, so etwa Volker Ullrich auch Unzulänglichkeiten in der Studie. Sie monierten beispielsweise, dass die Bezeichnung der Unterstützungsaktion von Teilen der Kieler Arbeiterschaft für die Bremer Räterepublik Anfang Februar 1919 als „Spartakusaufstand in Kiel“ unkritisch der Perspektive zeitgenössischer bürgerlicher Kommentatoren folgt. Gerade die Studie von Erhard Lucas habe dagegen gezeigt, wie wenig zulässig es ist, die radikalen Basisinitiativen des Frühjahrs 1919 von vornherein als „spartakistisch“ oder „putschistisch“ abzustempeln.

## Werke
- Dirk Dähnhardt: Revolution in Kiel. Der Übergang vom Kaiserreich zur Weimarer Republik 1918/19. Karl Wachholtz Verlag, Neumünster, 1978, ISBN 3-529-02636-0, (Mitteilungen der Gesellschaft für Kieler Stadtgeschichte 64), (Zugleich: Kiel, Univ., Diss., 1977).
- Hrsg. Dirk Dähnhardt und Gerhard Granier: Kapp-Putsch in Kiel. Gesellschaft für Kieler Stadtgeschichte, Band 66, Kiel 1980.
- Dirk Dähnhardt: 'Von der Meuterei zur Revolution. Kiel als Ausgangspunkt der Novemberrevolution 1918', in: Gerhard Paul, Uwe Danker, Peter Wulf (Hrsg.), Geschichtsumschlungen. Sozial- und kulturgeschichtliches Lesebuch Schleswig-Holstein 1848–1948, Bonn 1996, S. 133–140. ISBN 978-3-8012-0237-8.